# Misbun Ramdan Mohmed Misbun
Misbun Ramdan Mohmed Misbun (* 1. März 1991) ist ein malaysischer Badmintonspieler. 

## Karriere
Misbun Ramdan Mohmed Misbun nahm 2009 an Badminton-Juniorenweltmeisterschaft teil und wurde dort Fünfter im Herreneinzel. Bei den French International 2012 belegte er Rang zwei in der gleichen Disziplin, während er bei den Vietnam Open 2012 in der zweiten Runde ausschied. 2013 startete er bei den German Open und gewann die Greece International sowie die Irish Open.